# Yokohama Dreamland Monorail
Die Yokohama Dreamland Monorail (jap. 横浜ドリームランドモノレール, Yokohama Dorīmurando Monorēru) war eine Einschienenbahn auf der japanischen Insel Honshū. Auf dem Gebiet der Stadt Yokohama in der Präfektur Kanagawa gelegen, verband sie den Bahnhof Ōfuna mit dem Freizeitpark Yokohama Dreamland. Aufgrund schwerwiegender Baumängel war sie lediglich etwas mehr als 16 Monate lang in Betrieb, von Mai 1966 bis September 1967. In den darauf folgenden 35 Jahren gab es erfolglose Versuche, die Strecke wieder in Betrieb zu nehmen oder neu zu bauen. Schließlich wurde sie 2002 stillgelegt und danach abgebrochen.

## Strecke und Fahrzeuge
Ausgangspunkt war der Bahnhof Ōfuna, ein bedeutender Eisenbahnknoten an der Grenze zwischen den Städten Yokohama und Kamakura (). Dort befand sich die Station der Monorail an der Westseite des Bahnhofs. Die vollständig aufgeständerte Strecke mit insgesamt 256 Stützpfeilern überquerte den Fluss Kashio und führte nordwestwärts über leicht hügeliges Gelände im Stadtteil Harajuku sowie über die Nationalstraße 1 hinweg. Auf einem kurzen Abschnitt folgte sie dem Bach Udagawa in nordöstlicher Richtung, ehe sie wieder nach Nordwesten abbog und nach 5,3 km vor dem Eingang des Freizeitparks in der Station Dreamland () endete. Die mit 1500 V Gleichspannung elektrifizierte Strecke war einspurig, wobei es ungefähr bei der Streckenhälfte in Kosuzume () eine Ausweiche gab.
Die Anlage war eine von nur zwei Sattelbahnen des Typs Toshiba (die andere verkehrte im Nara Dreamland). Beide eingesetzten Züge waren aus drei Wagen zusammengesetzt, die durch Drehgestelle miteinander verbunden waren. Ein Zug konnte bis zu 198 Personen befördern. Bei einer Höchstgeschwindigkeit von 60 km/h und einer maximalen Neigung von 100 Promille betrug die Fahrtzeit acht Minuten.

## Bilder

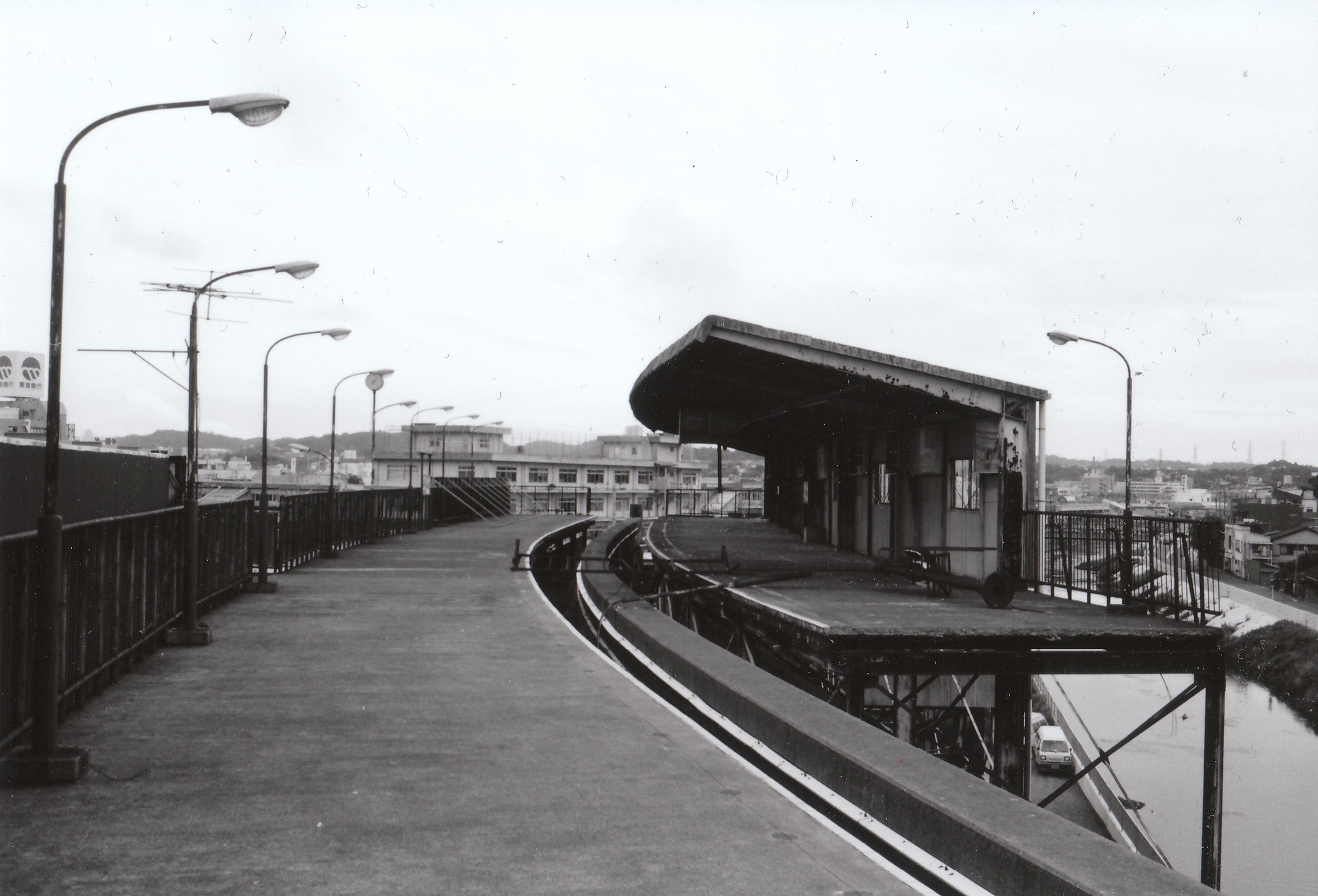
Monorail-Bahnsteig im Bahnhof Ōfuna (1984)
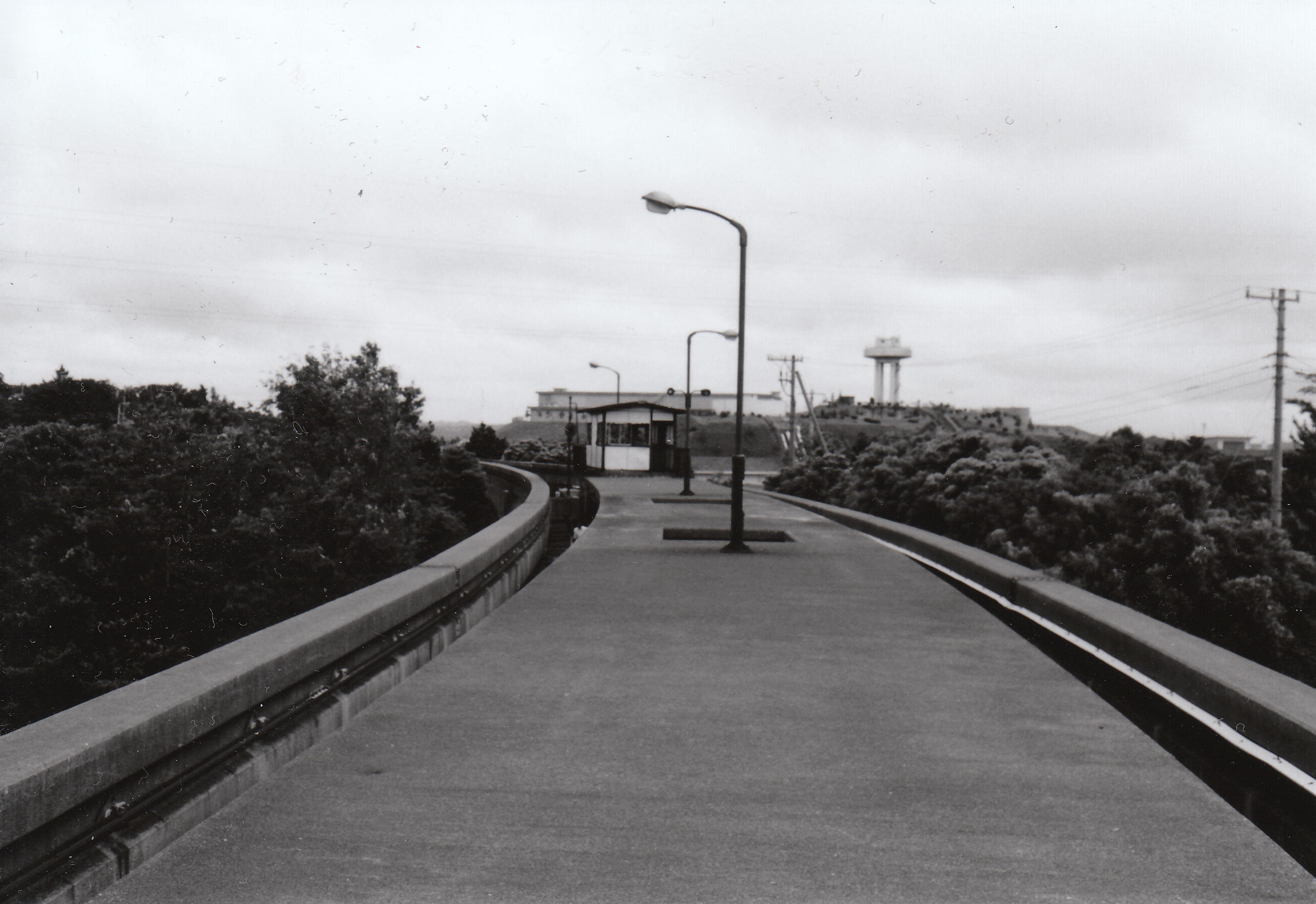
Ausweiche Kosuzume (1984)
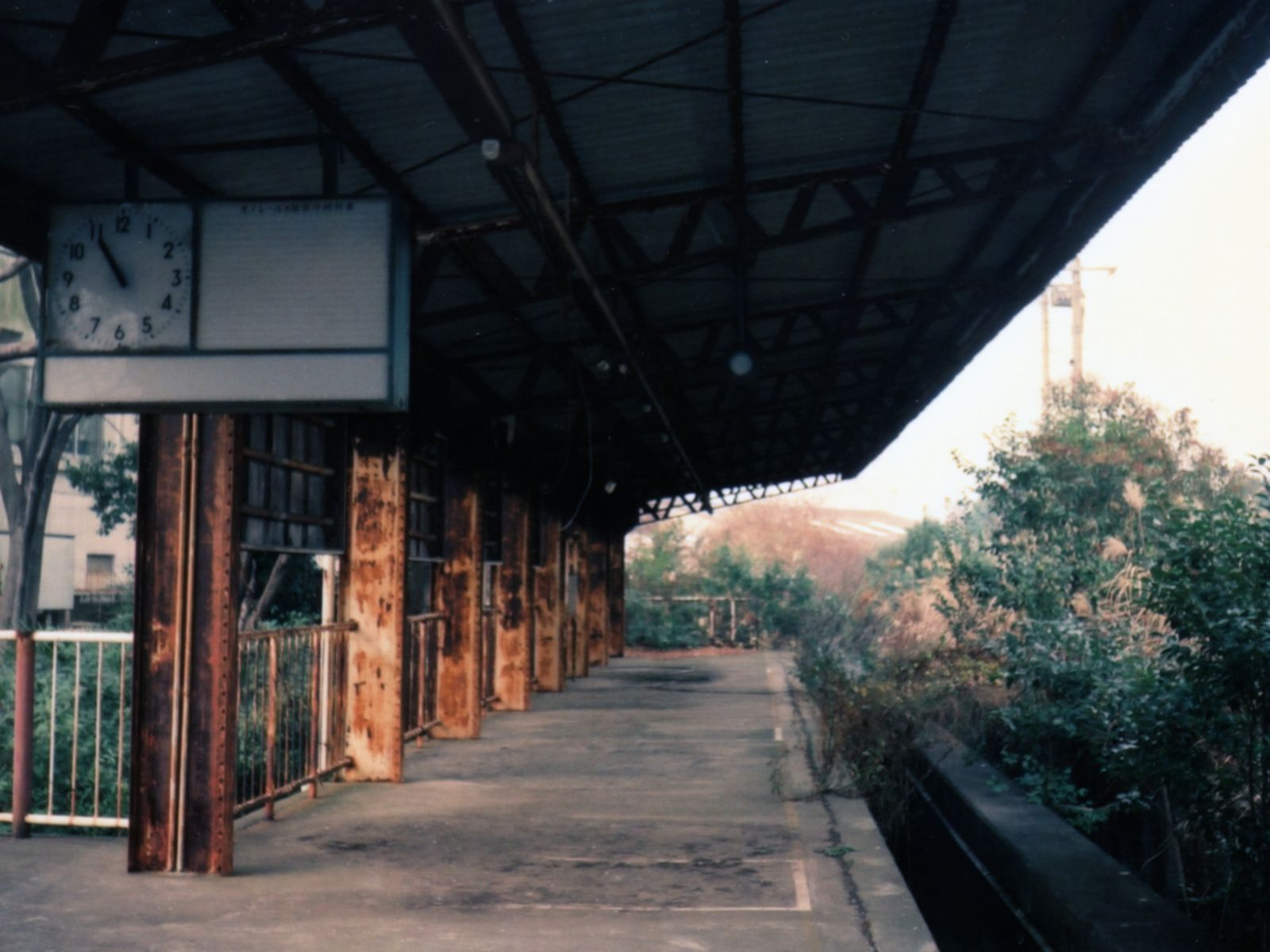
Station Dreamland (1990)
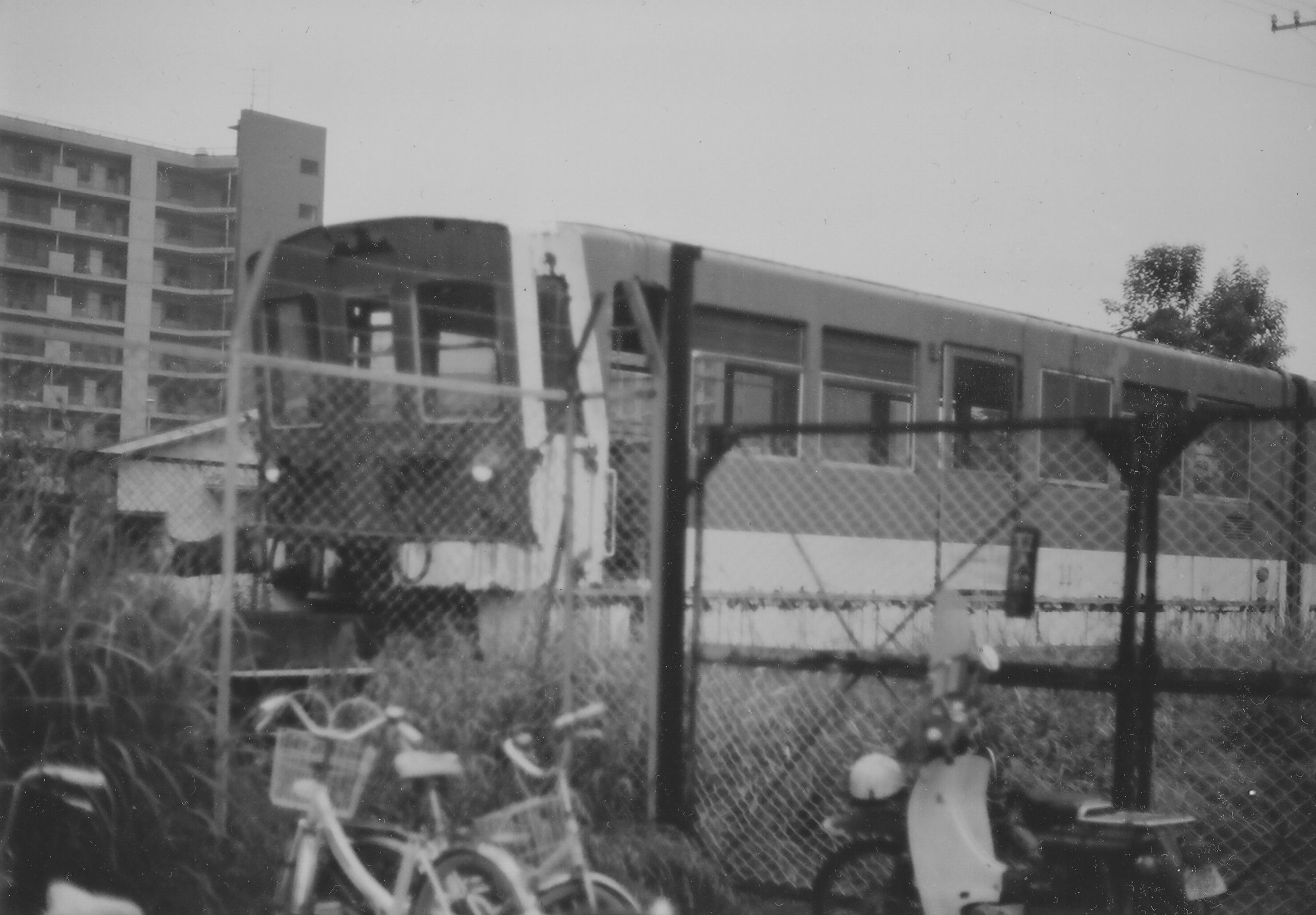
Abgestellter Zug (1984)

## Geschichte
Das am 1. August 1964 eröffnete Yokohama Dreamland, einer der ersten modernen Freizeitparks des Landes, lag bezüglich der Verkehrsanbindung sehr ungünstig. So benötigte ein Bus an Wochenenden auf den völlig überlasteten Straßen vom und zum nächstgelegenen Bahnhof Ōfuna bis zu einer Stunde. Bald darauf beschloss der Parkbetreiber Japan Dream Tourism den Bau einer Einschienenbahn und gründete zu diesem Zweck die Tochtergesellschaft Dream Transport (jap. ドリーム交通, Dorīmu Kōtsū). In der Region gab es damals ein rasantes Bevölkerungswachstum, sodass die Idee aufkam, die Bahn auch für den Pendlerverkehr freizugeben. Aus diesem Grund erhielt die Ausweiche Kosuzume einen Mittelbahnsteig. Außerdem sollte die Strecke später zum Bahnhof Mutsuai oder zum Bahnhof Chōgo (beide an der Odakyū Enoshima-Linie) verlängert werden. Die Einschienenbahn wurde am 2. Mai 1966 eröffnet und erwies sich sogleich als großer Erfolg, trotz des relativ hohen Fahrpreises von 170 Yen (damaliger Wert entspricht etwa 7 Euro im Jahr 2020).
Häufige ungewöhnliche Vorfälle wie geplatzte Reifen oder gebrochene Achsen hatten eine Untersuchung der Wagen durch das Verkehrsministerium zur Folge. Sie kam zum Schluss, dass die Fahrgestelle zu schwach waren. Dream Transport beschränkte daraufhin die maximale Fahrgastzahl auf etwa die Hälfte, verringerte die Höchstgeschwindigkeit und verzichtete bei starkem Wind auf den Betrieb. Im April 1967 begann man zunehmend Risse in den Stützpfeilern festzustellen. Auf Drängen der Behörden wurde der Betrieb am 21. September 1967 zunächst provisorisch eingestellt, fünf Tage später definitiv. Dream Transport war vor dem Bau nicht in der Lage gewesen, alle notwendigen Grundstücke entlang der ursprünglich vorgesehenen Trasse zu erwerben, und musste deshalb die Streckenführung ändern, was Steigungen von bis zu 100 Promille zur Folge hatte. Die Wagen waren zwar entsprechend angepasst worden, durch die schwereren Fahrmotoren erhöhte sich aber ihr Gewicht deutlich. Der Baukonzern Mitsui Construction wiederum war nicht angewiesen worden, die Tragfähigkeit der aus Beton bestehenden Stützpfeiler zu erhöhen, weshalb sie der Belastung allmählich nicht mehr standhielten und zu bersten begannen.
Dream Transport verklagte den Fahrzeughersteller Toshiba im November 1967 auf Schadenersatz. Das juristische Verfahren zog sich in die Länge und dauerte mehr als 13 Jahre. Schließlich erklärte sich Toshiba im Januar 1981 in einem vom Bezirksgericht Tokio vorgeschlagenen Vergleich dazu bereit, Japan Dream Tourism eine Entschädigung in der Höhe von 2,6 Milliarden Yen zu bezahlen. Allerdings waren die nicht mehr instandgehaltenen Wagen und Anlagen dem Zerfall überlassen worden, weshalb es nicht mehr möglich war, den Betrieb mit dem Geld aus dem Vergleich wieder aufzunehmen. 1987 wurden die Wagen verschrottet, 1991 die Übertragungsleitungen und Signale entfernt sowie im Februar 1992 die Station beim Bahnhof Ōfuna abgerissen.
Im März 1982 übertrug Dream Transport die Betriebs- und Geschäftslizenz an das Unternehmen Dream Development (jap. ドリーム開発, Dorīmu Kaihatsu), eine sechs Monate zuvor gegründete Tochtergesellschaft der Einzelhandelskette Daiei. Sie strebte danach, die Strecke längerfristig wiederzueröffnen, zumal die wirtschaftlichen Voraussetzungen dazu günstig schienen. Dies galt erst recht 1988 während der Bubble Economy, als Daiei sich am Yokohama Dreamland finanziell beteiligte (und es fünf Jahre später übernahm). Ernsthafte Planungen begannen 1995; dabei war vorgesehen, die technisch veraltete Einschienenbahn durch eine Magnetschwebebahn des Typs High Speed Surface Transport zu ersetzen. Die Bauarbeiten sollten 1997 beginnen und zwei Jahre dauern. Proteste von Anwohnern, die wegen der elektromagnetischen Strahlung besorgt waren, sowie die hohen Kosten im Zusammenhang mit der neuen Technologie führten dazu, dass dieser Plan 2001 scheiterte. Daiei schlug stattdessen eine konventionelle Einschienenbahn vor, aufgrund der schweren japanischen Wirtschaftskrise verfügte das Unternehmen jedoch nicht über das notwendige Kapital für den Bahnbau. Das Yokohama Dreamland schloss am 17. Februar 2002 seine Tore und am 21. August desselben Jahres kündigte Daiei an, die Einschienenbahn endgültig aufzugeben. Der mit der Stadt Yokohama vertraglich vereinbarte Abbruch der Strecke begann im September 2003 und war anderthalb Jahre später beendet.